# أولاد سيدي الهواري (الزراهنة)
أولاد سيدي الهواري هو دُوَّار يقع بجماعة كدانة، إقليم سطات، جهة الدار البيضاء سطات في المملكة المغربية. ينتمي الدوّار لمشيخة الزراهنة التي تضم 6 دواوير. يقدر عدد سكانه بـ 298 نسمة حسب الإحصاء الرسمي للسكان والسكنى لسنة 2004.

## روابط خارجية
- البوابة الوطنية للجماعات الترابية
- المندوبية السامية للتخطيط